# Drakk'Air
"Pendant qu'ils y vont... Moi j'y vole!"
Drakk'Air (code IATA : XP, code OACI : DKR) était une compagnie aérienne française basée sur l'aéroport de Rouen-Boos et qui exploitait une liaison régulière entre Rouen et Lille et des vols à la demande (avion-taxi). 

## Histoire
Drakk'Air était une compagnie aérienne basée sur l'aéroport de Rouen à Boos en Seine-Maritime appartenant à la société Deux Ailes SA.  
Elle était spécialisée dans le vol à la demande (avion-taxi) toutes distances, déplacements d'affaires ou transports sanitaires et disposait d'une école de pilotage professionnel.
Drakk'Air démarrait en 1991 une liaison régulière entre Rouen et Lille à raison de 2 vols par jour du lundi au Vendredi en Beechcraft 200.
Sur l'année d'exploitation 1991, la compagnie avait transporté un peu plus de 1 000 passagers entre Rouen et Lille.
Elle était placée en redressement judiciaire en février 1992 et cessait ses activités la même année.

## Le réseau
- Rouen-Lille[8]

## Flotte
- Beechcraft 200 immatriculé F-GJPD[9] (ligne régulière).
- Beechcraft 58 immatriculé F-BSRI[10].
- Piper PA31 Cheyenne II immatriculé F-GGRV[11].